# Zentrumspartei der Freien Stadt Danzig
Die Zentrumspartei der Freien Stadt Danzig war eine Partei des Politischen Katholizismus, die von 1919 bis 1938 in der Freien Stadt Danzig existierte, und Schwesterpartei der Deutschen Zentrumspartei im Reich.

## Geschichte

### Vorgeschichte
Im deutschen Kaiserreich gehörte Danzig zur Provinz Westpreußen. Führende Persönlichkeit des Zentrums in Westpreußen war Anton Sawatzki. Er war 1908 bis 1918 Vorsitzender der Zentrumspartei in der Provinz Westpreußen, Mitglied der Preußischen Landesversammlung und des Preußischen Landtags.

### Demokratische Zeit
Seit der Gründung der Freien Stadt Danzig 1920 gehörte das Zentrum dem Senat der Freien Stadt Danzig in einer bürgerlichen Koalition gemeinsam mit DNVP und Liberalen an. Nachdem diese 1925 auseinandergefallen war, bildete sich eine Mitte-links-Koalition unter Einschluss der SPD Danzig und des Zentrums, nach dem Vorbild der Weimarer Koalition. Auch 1931 bis 1933 gehörte das Zentrum zu den Regierungsparteien in der bürgerlichen Koalition, die den Senat Ziehm bildeten. Das Zentrum gehörte damit als einzige Partei während der gesamten demokratischen Zeit der Freien Stadt Danzig zu den Regierungsparteien.

### Zeit des Nationalsozialismus
Die Wahl zum 5. Volkstag am 28. Mai 1933 ergab eine absolute Mehrheit für die Nationalsozialisten. Am 20. Juni 1933 wurde ein Senat unter Hermann Rauschning gewählt, dem nur noch Nationalsozialisten und zwei Zentrumsmitglieder angehörten. Der Volkstag beschloss der Übernahme des Ermächtigungsgesetzes und der Senat konnte nun mit Notverordnungen auch ohne Parlament regieren.
Am 22. September 1933 trat Zentrum-Senator Willibald Wiercinski-Keiser zur NSDAP über. Als Reaktion darauf legte Anton Sawatzki sein Mandat nieder, womit nur noch Nationalsozialisten im Senat vertreten waren. Wiercinski-Keiser änderte seinen Namen in Wiers-Keiser und gründete eine „Arbeitsgemeinschaft katholischer Danziger“ (AKD) in der er Zentrumsmitglieder sammelte, die sich vom Zentrum ab- und den neuen Machthabern zuwenden wollten. Eine Vielzahl von Mitgliedern und Funktionären des Zentrums wurde in der Folge Opfer von Schikanen, Verhaftungen und Verletzungen. Der ehemalige Parteivorsitzende Bruno Kurowski wurde zur Emigration gezwungen.

### Verbot
Im Dezember 1936 verschärften die Nationalsozialisten ihre Verfolgung des Zentrums. Der Volkstag hob die Immunität Stachniks auf, um ihn im Rahmen eines Disziplinarverfahrens zu entlassen. Am 16. Dezember wurden Mitglieder des Zentrums verhaftet. Am 18. Dezember fanden Haussuchungen bei Stachnik, dem zweiten Vorsitzenden des Zentrums Bergmann und dem Parteisekretär Albert Posack statt. Im Februar wurde Stachnik verhaftet, im Mai 1937 löste sich die DNVP als vorletzte demokratische Partei in Danzig unter dem Druck der Nationalsozialisten selbst auf. Das Zentrum war nun die letzte demokratische Partei in Danzig.
Am 21. Oktober 1937 wurde die Zentrumspartei als letzte der demokratischen Parteien verboten. Resignierend schrieb der letzte Parteivorsitzende Richard Stachnik an den Hohen Kommissar des Völkerbundes Carl Jacob Burckhardt:

„Der Polizeipräsident hat die Zentrumspartei der Freien Stadt Danzig mit dem heutigen Tag aufgelöst. Angesichts der gegebenen Lage haben wir auf die Einlegung von Rechtsmitteln verzichtet.“

In der Sitzung des Volkstages vom 8. November 1937 wurde das Verbot der Neugründung von Parteien beschlossen. Die Gleichschaltung war abgeschlossen.

## Wahlergebnisse
Bei den Wahlen zum Volkstag erreichte die Partei die folgenden Ergebnisse:
| Wahl | Stimmen (absolut) | Stimmen (relativ) | Mandate |
| ---- | ----------------- | ----------------- | ------- |
| 1920 | 21.262            | 13,88 %           | 17      |
| 1923 | 21.114            | 12,81 %           | 15      |
| 1927 | 26.096            | 14,27 %           | 18      |
| 1930 | 30.230            | 15,28 %           | 11      |
| 1933 | 31.336            | 14,63 %           | 10      |
| 1935 | 31.522            | 13,41 %           | 10      |

## Presse
Von der Partei wurde die Tageszeitung Danziger Volkszeitung herausgegeben. Das Blatt war vor dem Krieg als „Westpreußisches Volksblatt“ erschienen und nannte sich danach „Danziger Volksblatt“. Durch den Wegfall eines Teils des Verbreitungsgebietes durch die Gebietsverluste nach dem Ersten Weltkrieg sank die Auflage von 20.000 im Jahre 1918 auf 8.000 im Jahr 1921. 1925 wurde der Name der Zeitung in „Danziger Landeszeitung“ und Dezember 1934 in „Danziger Volkszeitung“ geändert. Geschäftsführer war Franz Neubauer. Anfang 1922 geriet die Zeitung in finanzielle Probleme. Sie wurde durch eine Kapitalerhöhung gelöst, die die „Konkordia Literarische Gesellschaft mbH“ aufbrachte. Es handelte sich um ein Unternehmen, das zur Hälfte dem preußischen und dem Reichsfinanzministerium gehörte und die die Aufgabe hatte, das Deutschtum in Danzig zu fördern. Während des Wahlkampfes zur Volkstagswahl in Danzig 1935 wurde das Blatt zeitweise verboten.

## Personen

### Parteivorsitzende
- Anton Sawatzki 1908–1918
- Bruno Kurowski 1918–1930
- Richard Stachnik 1930–1937

### Besoldete Senatoren der Zentrumspartei
- Wilhelm Schümmer
- Willibald Wiercinski-Keiser
- Hugo Althoff